# Daniel 4

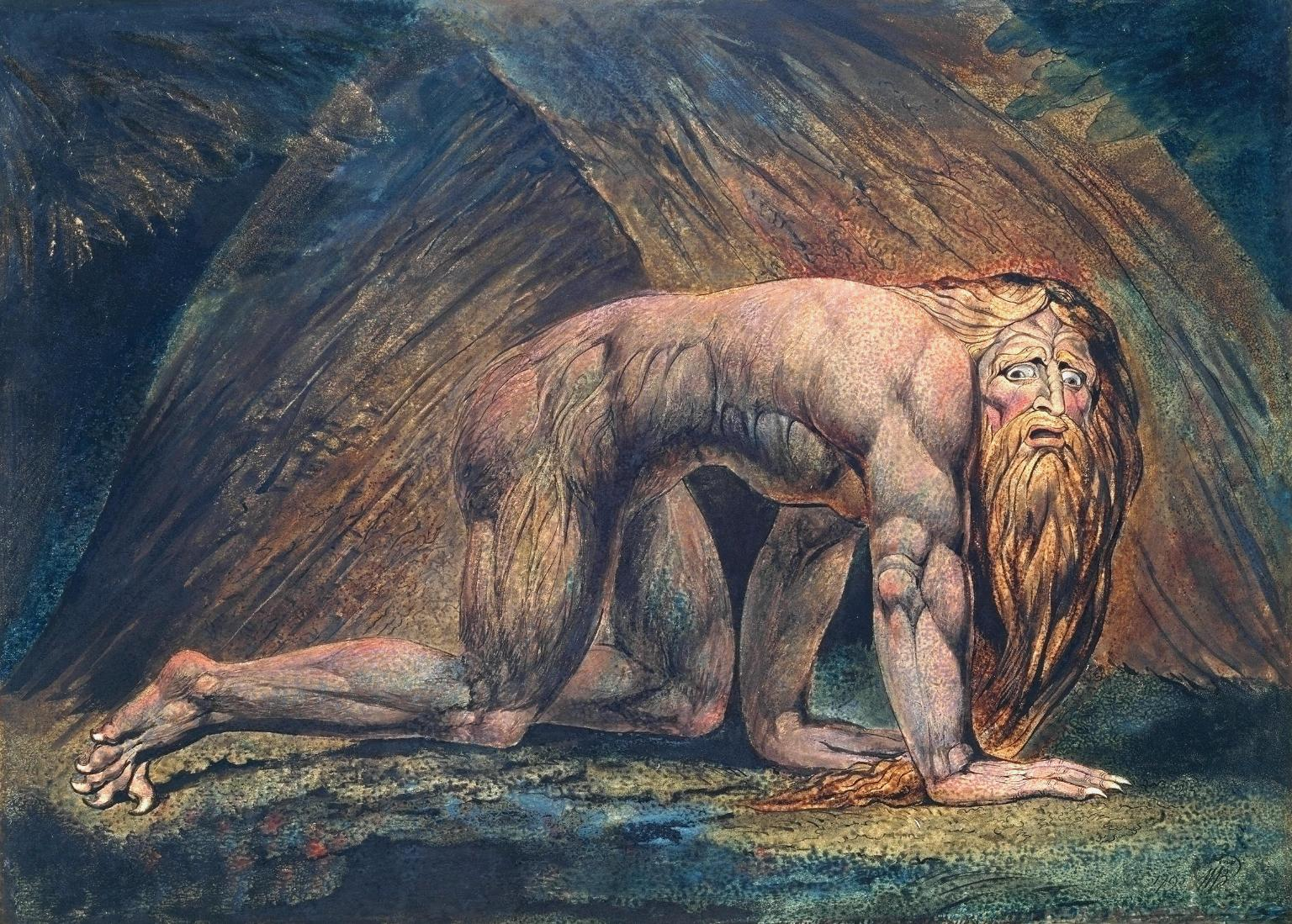
Nabucodonosor II, por William Blake

Daniel 4 é o quarto capitulo do Livro de Daniel, no Antigo Testamento. É uma narrativa histórica do rei babilônico Nabucodonosor II que aprende uma lição sobre a soberania de Deus. Nabucodonosor tem novamente um sonho de uma grande e exuberante árvore, porém, no sonho esta grande árvore é cortada e arrancada por sete tempos. O sonho é interpretado pelo profeta Daniel, na qual esta árvore é o próprio rei, que seria tirado de sua grandeza e transportado a um local longe dos homens, comendo capim junto aos bois, somente após sete anos, Nabucodonosor voltaria ao seu palácio, e a sua glória, não antes de aprender a soberania de Deus.